# Vohmann Péter
Vohmann Péter (Pozsony, 1933 – 2023. február 2.) magyar gépészmérnök, könyvkiadó, az Evangéliumi Kiadó alapítója és vezetője.

## Élete
Édesapja kereskedelmi utazó, édesanyja háztartásbeli volt. Családja 1933-ban költözött a mai (trianoni békeszerződés utáni) Magyarországra. A budapesti Toldy Ferenc Gimnáziumban folytatott tanulmányokat, egy osztálytársa hatására kezdett el érdeklődni a vallás világa iránt. Kezdetben a Budavári Evangélikus Gyülekezetbe járt, majd 1949-ben elköteleződött a kereszténység mellett („átadta az életét Istennek”). 
Érettségi után az Agráregyetemen tanult, 1956-ban gépészmérnöki végzettséget szerzett. Ezt követően rövid ideig az egyetemen tudományos munkatársa volt, majd a Csillaghegyi Szállítóberendezések Gyárában talált munkát. Hosszabb időn keresztül itt dolgozott a fővállalkozási iroda dolgozójaként. Később az Ásványolajforgalmi Vállalathoz (ÁFOR, a MOL jogelődje) került. Az 1960-as évektől foglalkozott könyvkiadással az Evangéliumi Kiadó keretében. Az 1990-es években történő nyugdíjba vonulása után is folytatta ezt a tevékenységét. Habár teológiai könyvkiadót üzemeltetett, magát a hivatalos teológiai képzéseket nem tartotta hasznosnak a keresztény életre nézve, inkább az egyszerű Bibliaolvasás pártján állt.
Vohmann Péternek négy gyermeke és nyolc unokája van, akiknek nagy része Németországban él. Tagja volt presbiterként az Evangéliumi Könyvkiadóval szoros kapcsolatban álló úgynevezett Magyarországi Keresztyén Testvérgyülekezetek szervezetének (Budapest VI. kerület, Ó utca). (A Testvérgyülekezetek evangéliumi irányultságú történelmi konzervatív protestáns nézeteket valló közösségek, amelyek az 1800-as évek elején jelentek meg Angliában és Írországban, Magyarországon az 1920-as években.)

## Saját könyvei
- Ez igaz! És ezért mindenkinek tudnia kell, 1980[2]
- Evangéliumi életképek, 1989[3]
- Jézus Krisztus golgotai győzelme. A kereszt belső szemlélete, 1991[4]
- "Az Úr csodásan működik, de útja rejtve van..." Izráel fiai és a Messiás, 1990[5]
- Mi a célod? Rövid evangéliumi történetek gyermekeknek I–II. 1990[6]
- Útmutató zarándokoknak, 1990[7]
- Ismerkedés a Bibliával I–IV. 1992[8][9][10]
- Bibliai nevek és fogalmak, 1993[11]
- Így keletkezett a Biblia... Az agyagtábláktól a könyvnyomtatásig – Ki adta nekünk az Ó- és Újszövetséget – Kánoni és apokrif könyvek – Mi az ihletettség? – A bibliakritika és az Ó- és Újszövetség tartalma, 1995[12]
- Isten mindent olyan szépnek alkotott. Járjuk körbe Isten teremtett világát, 1998[13]
- Fiatalokról szóló történetek a Bibliából, 1999[14]
- A halál után / "Kiválasztott Magának már a világ teremtése előtt", 1999[15]
- Még minden jóra fordulhat..., 2004[16]
- Eszter könyvének magyarázata. Első kísérlet a zsidóság teljes kiirtására, 2004[17]
- Hogyan tudhatom meg, hogy a mennybe jutok-e? 2007[18]
- Amit a Bibliáról mindenkinek tudni kell, 2008[19]
- Ezt minden gyermeknek tudnia kell! 2008[20]
- Mézcseppek. Bölcsességet elősegítő bibliai és a Bibliával kapcsolatos 1775 gondolat, 2009[21]
- Hová menjek, ha bajban vagyok, a gondjaimmal, amikor magányos vagyok, amikor félelem szorongat és rám nehezednek bűneim? Isten segíteni akar! 2010[22]
- Út, igazság, élet, n. a.[23]